# Étienne de Crécy

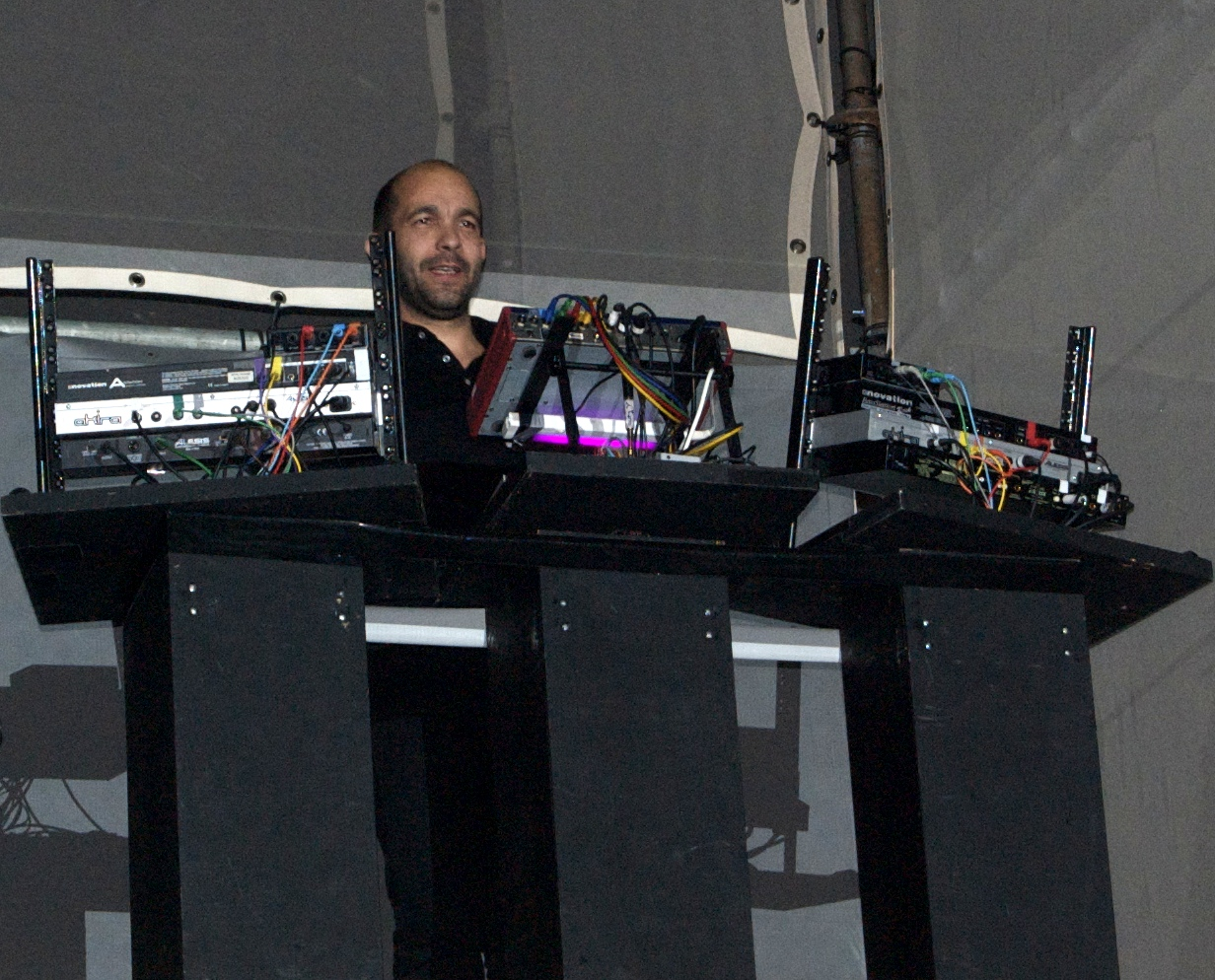
Étienne de Crécy in 2008

Logo

Étienne de Crécy (Lyon, 1969) is een Franse dj en producer van housemuziek. 

## Biografie
Étienne de Crécy werd geboren in Lyon, maar groeide ook deels op in Marseille. Later kwam hij in Parijs terecht. In Parijs was de Crécy voor het eerst actief in de electro-muziek. Hij ontmoette er Cassius en werkte mee aan het album Motorbass. Niet veel later volgde het eerste echte solo-album van De Crécy, Super Discount anno 1996. Op Super Discount zijn ook andere bekende Franse artiesten te horen zoals Air en Alex Gopher. Met zijn album Super Discount wordt Étienne de Crécy door velen beschouwd als de grondlegger van de Franse housescene. In 1999 doet hij een bijdrage aan het album Midnight Funk van Demon. Vier jaar na Super Discount volgde het tweede album Tempovision, waarop de gelijknamige single te vinden is. De videoclip van Tempovision was ook op Belgische en Nederlandse muziekzenders vaak te horen. Étienne de Crécy zelf beschrijft zijn album Tempovision als een blues-album, met een elektronische invloed. In 2002 werd nog Tempovision Remixes uitgebracht, een album dat, zoals de titel zegt, remixes bevat van het vorige Tempovision-album. 
In 2004 kwam het grootste succes er met Super Discount 2, een vervolg op het debuutalbum van acht jaren terug. Op dit album staat de bekende clubhit Someone like You in een instrumentale versie.

## Discografie

### Albums
- 1996: Super Discount
- 2000: Tempovision
- 2002: Tempovision Remixes
- 2004: Super Discount 2
- 2014: Super Discount 3

### Maxi's en singles
- 1996: Super Discount - ¥
- 1996: Super Discount - F
- 1996: Super Discount - $
- 1996: Super Discount - £
- 2000: Am I Wrong
- 2000: 3 Day Week-End
- 2001: Scratched
- 2001: Tempovision
- 2004: Super Discount 2 - ¥
- 2004: Super Discount 2 - F
- 2004: Super Discount 2 - $
- 2004: Super Discount 2 - £
- 2005: Fast Track (Vocal Mix)
- 2006: Commercial E.P.
- 2010: Hope E.P.
- 2010: Binary E.P.
- 2010: No Brain E.P.

- Bibliothèque nationale de France: cb14009933b (data)
- Gemeinsame Normdatei: 135188474
- International Standard Name Identifier: 0000 0000 5518 8507
- Library of Congress Control Number: n2013000002
- MusicBrainz: f174152d-da33-46bd-8cb4-c8d24b834bf7
- SNAC: w6km6r2k
- Système universitaire de documentation: 147083249
- Virtual International Authority File: 61743690
- WorldCat: E39PBJd8ffrPQgC3y6xVyFHKVC